# Bojan Šarčević

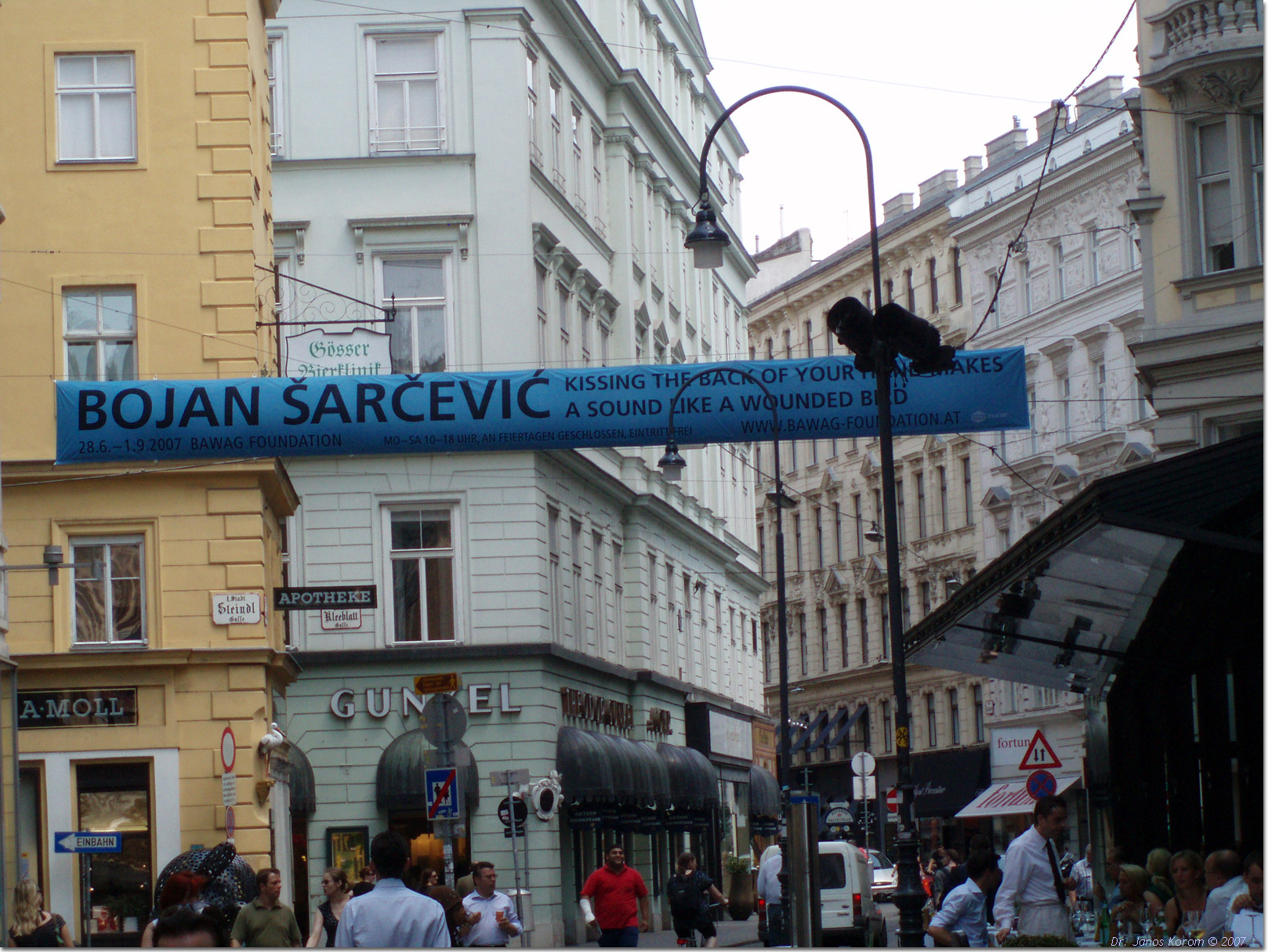
Banderole annonçant à Vienne une exposition de Bojan Šarčević en 2007.

Bojan Šarčević, né en 1974 à Belgrade en Serbie, est un artiste français d'origine bosniaque.

Il utilise de nombreux médias : vidéo, photographie, sculpture, impression, installation, collage, etc.

## Biographie
Il passe une partie de sa jeunesse au Maroc et en Algérie, mais vivait à Sarajevo pendant la guerre en Bosnie. Étudiant à l'École nationale supérieure des beaux-arts à Paris (diplômé en 1997), il continue ses recherches à l'Académie royale des beaux-arts d'Amsterdam.
Il participe à de nombreuses manifestations d'art internationales telles que Manifesta 2 (Luxembourg, 1998) et la biennale de Venise en 2003.